# Волхонка (театр)
Екатеринбургский драматический театр «Волхонка» — камерный театр, приглашающий разных режиссёров.
Расположен в Екатеринбурге на улице Малышева, 21.

## История театра
Театр был организован в 1986 году по инициативе горкома комсомола как Городской молодёжный театр. Основу труппы составили выпускники Свердловского театрального училища. Первый директор — Сергей Фёдоров, административный руководитель — Наталья Тарновская. Одна из самых успешных постановок 80-х годов — «Исход актёра» М. Гельдерода (режиссёр Владимир Каминский).
В 1991 году директором и художественным руководителем стал Владимир Валл. В 1992 году у театра появилось своё помещение и название «Волхонка». Именно при В. Валле формируется концепция «Волхонки»: живой, мобильный театр, отсутствие главного режиссёра, камерность постановок.
«Большой зал развращает актёра. Когда необходимо «пробить» расстояние в 600 мест, то актёр неизбежно начинает форсировать, педалировать свои эмоции, изображать чувства. <…> А в малом помещении ничего форсировать не надо. <…> [Зритель] по глазам, по малейшим движениям лица, по движениям бровей и губ получает подробнейшую информацию о герое».
«Волхонка» стремится быть театром разнообразных вкусов, обращаясь в своих постановках к самым разным жанрам: комедии («Гарнир по-французски», «За все заплачено»), драме («Предупреждение малым кораблям», «От красной крысы до зелёной звезды»), трагедии («Собака», «Лифт») . В театре ставятся пьесы Э. Олби, Т. Уильямса, С. Мрожека, А. Камю, А. Вампилова, Н. Коляды, М. Булгакова, А. Слаповского, Вайса, Кобо Абэ, П. Бомарше.
Творческая установка театра — представлять новые имена и тенденции мирового театра, значительная доля репертуара — произведения малоизвестных авторов.
После гибели Владимира Валла в марте 2003 года руководство театром взяла на себя его вдова Маргарита Валл — в 2006 году из-за конфликта с ней из театра ушла вся труппа «Волхонки». Актёры создали независимое партнёрство «Содружество актёров „Волхонки“» и решили начать всё с начала, без директора. 

Я считаю, что хозяевами театра должны быть актёры — люди, которые понимают, ради чего они выходят на сцену, ради чего бьются. А сотрудниками — люди, которые преданы театру, не театру вообще, а определенному учреждению культуры.
— Александр Фукалов, управляющий «Содружества», январь 2007
Творческим руководителем «Содружества» с 2007 года стала Татьяна Савинкова, актриса. Поначалу работали в помещении екатеринбургского Дома актёра, а с февраля 2007 года — в зале ОАО «ЕЗ ОЦМ» (проспект Ленина, 8 — бывший завод ОЦМ).
Театр принимал участие в фестивалях: «Реальный театр» и «Браво!» (Екатеринбург), «Вампиловский фестиваль» (Иркутск), «Золотой конёк» (Тюмень), «Новый взгляд» (Уфалей»), «Театр без границ» (Магнитогорск),  «Ирбитские подмостки» (Ирбит), «Молодые театры России» (Омск).
 Осенью 2008 года «Волхонку» посетил Том Стоппард, переговоры о чём велись с премьеры екатенбургской постановки «Розенкранц и Гильденстерн мертвы».
В 2008 году театр вернул себе прежнее здание. В июле 2010 года Александр Фукалов покинул труппу «Волхонки», и Татьяна Савинкова совместила должности творческого директора и управляющего театром, пока в апреле 2019 не ушла из жизни.
С июня 2019 года директором и художественным руководителем стал Александр Сергеев, актёр и драматург, работающий под псевдонимом Алекс Бьерклунд (в театре с 1995 года). С 2020 года театр не имеет постоянной труппы, все спектакли играются приглашёнными артистами.

## Репертуар
- «ART» Я. Реза, реж. Максим Кальсин
- «Битва негра с собаками» Б.-М. Кольтеса, реж. Алексей Янковский
- «Бог резни» Я. Реза
- «В ожидании Годо» С. Беккета, реж. Алексей Янковский
- «Враг» Анны-Марии Петры
- «Гарнир по-французски» М. Камолетти, реж. Александр Фукалов
- «Гнедигес Фройлайн» Т. Уильямса, реж. Юрий Раменсков
- «Господин Ибрагим и цветы Корана» («МОМО») Э.-Э. Шмитта, реж. Михаил Заец
- «Группа ликования» Н. Коляды, реж. Михаил Пазников
- «Дни Турбиных» М. Булгакова, реж. Алексей Янковский
- «Ду-Ра-Ки»
- «Жернова» А. Бьёрклунда
- «Зойкина квартира» М. Булгакова, реж. Людмила Соломон
- «Зрители» В. Леванова, реж. Алексей Кизеров[8]
- «Игра. Игра. Биография» М. Фриша, реж. Анна Ермакова[9]
- «История медведей панда, рассказанная одним саксофонистом, у которого есть подружка во Франкфурте» М. Вишнека, реж. Михаил Заец
- «Исход актёра»
- «Машина едет к морю» А. Бьёрклунда, реж. Алексей Янковский
- «Место» А. Бьёрклунда
- «На Урале эдак было»
- «Однорукий из Спокана» М. Макдонаха, реж. Алексей Янковский
- «Особо влюблённый таксист» Р. Куни, реж. Александр Фукалов
- «Пейзаж» Г. Пинтера, реж. Андрей Воробьёв
- «Петушок из букваря» А. Кивиряхка, реж. Линас Мариюс Зайкаускас
- «Пиковая дама» А. Пушкина, реж. Владимир Гришанин
- «Пленные духи» Братьев Пресняковых
- «Преступление и наказание» Ф. Достоевского, реж. Юрий Кордонский
- «Пять вечеров» А. Володина, реж. Алексей Янковский
- «Розенкранц и Гильденстрен мертвы» Т. Стоппарда, реж. Максим Кальсин
- «Сад маркизы де Сад» Ю. Мисимы реж. Анна Ермакова[10]
- «Сильвия» А. Герни
- «Собака» В. Красногорова, реж. Ян Баренбойм
- «Сталкер» по роману «Пикник на обочине» Братьев Стругацких, реж. Алексей Янковский
- «Там живут люди» А. Фугарда, реж. Алексей Янковский
- «Тётка Чарли»
- «Торжество любви» П. де Мариво, реж. Алексей Янковский
- «Ужин дураков» Ф. Вебера, реж. Евгений Белоногов
- «Французский уикенд» по пьесе «Ох, уж эта Анна» М. Камолетти реж. Георгий Добровицкий
- «Человек, который платит (Месье Амилькар)» по пьесе «Мсье Амилькар или человек, который платит» И. Жамиака, реж. Юлия Кузнецова
- «Человек-Подушка» М. Макдонаха, реж. Алексей Янковский
- «Чёрная дыра» Э. Замболецку
- «Яблоневый сад. Реинкарнация» А. Бьёрклунда
- «Я проездом…», реж. Алексей Янковский

## Актёры
- Александр Горбунов
- Александр Сергеев
- Алексей Исупов
- Анастасия Зайцева
- Георгий Добровицкий
- Кристина Покровская
- Лариса Тетерина
- Максим Удинцев
- Олеся Зиновьева
- Павел Пепелев
- Полина Дьячок
- Радмир Габдрахманов

В разное время в театре играли:
- Анна Аксёнова
- Алексей Агапов
- Дарья Башкина
- Татьяна Бондаренко
- Мария Васильева
- Полина Вотинова
- Юрий Горин
- Дмитрий Гусев
- Маргарита Ершова
- Альберт Зинатулин
- Борис Зырянов
- Илья Калин
- Игорь Китаев
- Ольга Колыванова
- Любовь Кошелева
- Анна Кропотухина
- Елена Лукманова
- Анна Митцева
- Илья Можайский
- Юлия Молчанова
- Андрей Неустроев
- Азат Нигматуллин
- Екатерина Остапенко
- Михаил Пазников
- Полина Полицеймако
- Антон Рабецкий
- Игорь Решетов
- Юлия Родионова
- Галина Савина
- Татьяна Савинкова
- Сергей Салеев
- Андрей Солмин
- Светлана Стадник
- Кристина Тимофеева (Щипанова)
- Сергей Тушов
- Александр Фукалов
- Денис Чулошников
- Елена Шахова
- Леонид Шумилов
- Алексей Щипанов
- Сергей Ювженко
- Алексей Шестаков

## Награды
- 2015 — Специальный диплом жюри конкурса и фестиваля «Браво!—2014» за спектакль «Дни Турбиных» (реж. Алексей Янковский)
- 2018 — Гран-при фестиваля «Ирбитские подмостки» — за спектакль «Машина едет к морю» (реж. Алексей Янковский)[11]
- 2020 — номинация спектакля «Петушок из букваря» (реж. Линас Мариюс Зайкаускас) на фестивале «Браво!—2019»[12]
- 2024 — Специальный приз конкурса и фестиваля «Браво!—2023»  за лучший актерский дуэт в спектакле «Варшавская мелодия»  (реж. Наталья Шарафетдинова)
- 2024 — XVII Международный театральный фестиваль «Коляда-Plays» в Екатеринбурге. Лучшая мужская роль Он в спектакле «Зелёная скамейка»  (реж. Александр Сергеев)